# 開封北駅
座標: 北緯22度50分42秒 東経108度24分34秒 / 北緯22.8451度 東経108.4094度
開封北駅（かいほうきたえき、中文表記: 开封北站、英文表記: Kaifeng North Railway Station,Kaifeng Bei Railway Station）は、中華人民共和国河南省開封市竜亭区にある中国鉄路総公司鄭州鉄路局が管轄する駅である。

## 概要
駅舎は開封市の北西にある開封新区に位置し、建物の長さは150メートル、幅42メートル、高さ29.54メートル、総面積11,992平方メートルの規模を有している。

## 利用可能な鉄道路線

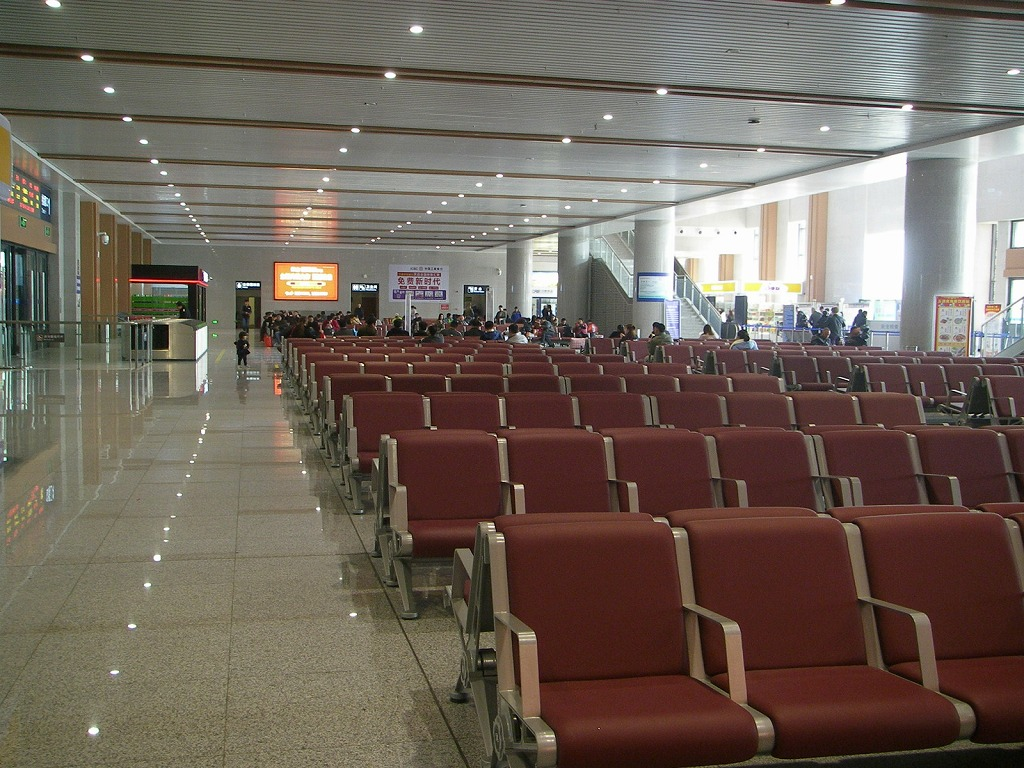
１階待合室

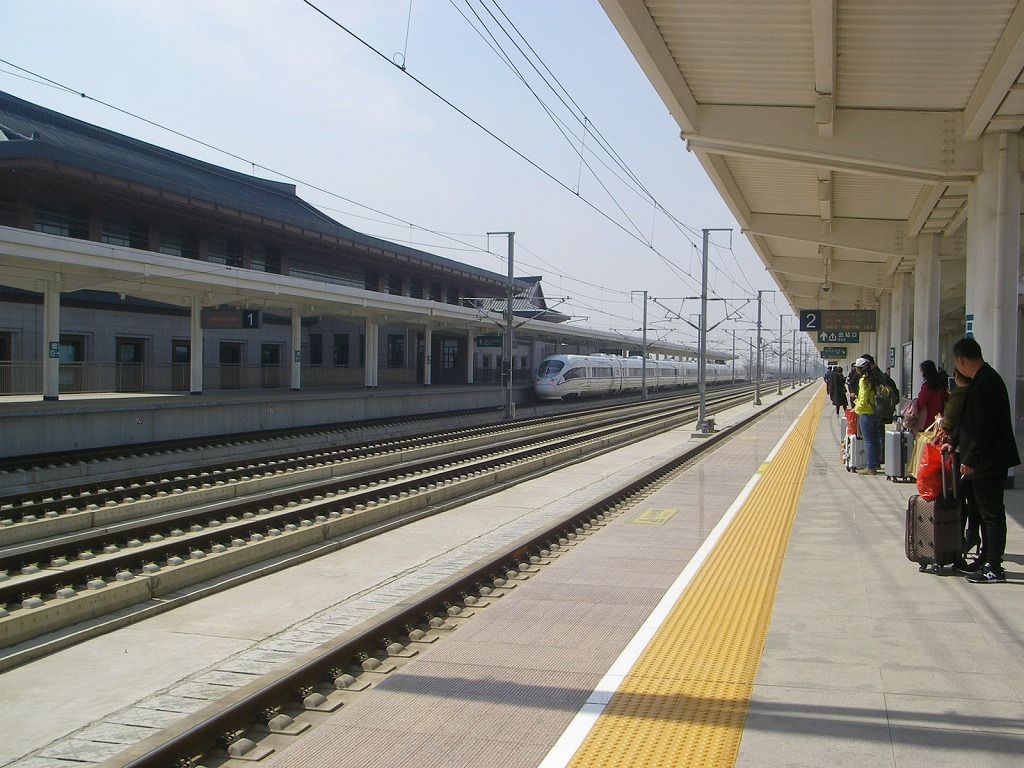
プラットフォーム

- 中国鉄路総公司

■鄭徐旅客専用線

## 沿革
- 2012年12月26日 - 起工
- 2016年9月10日 - 開業

## 隣の駅
中国鉄路総公司
鄭徐旅客専用線
鄭州東駅 - 開封北駅 - 蘭考南駅